# 이카와 다쿠
이카와 다쿠(일본어: 伊川 拓, 1997년 4월 11일~)는 일본의 축구 선수이다.

## 구단 경력
그는 2020년 일본 지역 리그의 브리오베카 우라야스에 입단했다. 2023년부터 일본 풋볼 리그로 승격했다. 2024년 J3리그의 가이나레 돗토리로 이적했다.